# Збавител, Душан
Душа́н Збави́тел (чеш. Dušan Zbavitel; 7 мая 1925, Кошице — 7 августа 2012, Прага) — чешский индолог и переводчик.

## Биография
Душан Збавитель изучал индологию под руководством профессора Винценца Лесного в Карловом университете в Праге в 1945—1948 годах. Защитив кандидатскую диссертацию в области бенгальской литературы (1954), он начал работу в качестве исследователя в Восточном институте Чехословацкой академии наук. Он оставался там до тех пор, пока не был изгнан по политическим мотивам в 1971 году в период коммунистической «нормализации», последовавшей за вводом советских войск в Чехословакию в 1968 году. После 1971 года он работал внештатным переводчиком, а в 1978 году начал преподавать санскрит и бенгали в Школе языков в Праге. Он был активным автором и переводчиком до последних дней своей жизни — переводил с санскрита, пали, бенгальского, английского и немецкого языков.
В 2006 году был удостоен высокой государственной награды Индии «Падма Бхушан» за вклад в литературу и образование.

## Труды на русском
- Два Пакистана / Я. Марек, Д. Збавител; пер. с чеш. П. Н. Антонова; отв. ред. Ю. В. Ганковский; АН СССР. М.: Наука, 1966. — 200 с. (автор части о Восточном Пакистане)
- Боги, брахманы, люди. Четыре тысячи лет индуизма / Предисл. Д. Збавитела. Пер. с чеш. Л. В. Журавлевой. М.: Наука, 1969. — 416 с. (автор предисловия и ряда глав)
- Одно жаркое индийское лето / Пер. с чеш. В. Каменской и О. Малевича. Предисл. Л. Б. Алаева. М.: Наука, 1986. — 175 с.